# Anita Traversi
Anita Traversi (Giubiasco, 25 juli 1937 - Bellinzona, 25 september 1991) was een Zwitserse zangeres.
In 1960 en 1964 vertegenwoordigde ze Zwitserland op het Eurovisiesongfestival.
Met Cielo e tera werd ze slechts 8e op 13 deelnemers. Vier jaar later werd ze met I mei pensieri laatste met de schandelijke 0 punten.
In 1956, 1961, 1963, 1967 en 1976 deed ze ook nog mee aan de Zwitserse preselectie, Concours Eurovision maar slaagde er niet in om te winnen.
1956: Lys Assia + Lys Assia · 
1957: Lys Assia · 
1958: Lys Assia · 
1959: Christa Williams · 
1960: Anita Traversi · 
1961: Franca di Rienzo · 
1962: Jean Philippe · 
1963: Esther Ofarim · 
1964: Anita Traversi · 
1965: Yovanna · 
1966: Madeleine Pascal · 
1967: Géraldine · 
1968: Gianni Mascolo · 
1969: Paola · 
1970: Henri Dès · 
1971: Peter, Sue & Marc · 
1972: Véronique Müller · 
1973: Patrick Juvet · 
1974: Piera Martell · 
1975: Simone Drexel · 
1976: Peter, Sue & Marc · 
1977: Pepe Lienhard Band · 
1978: Carole Vinci · 
1979: Peter, Sue & Marc & Pfuri, Gorps & Kniri · 
1980: Paola · 
1981: Peter, Sue & Marc · 
1982: Arlette Zola · 
1983: Mariella Farré · 
1984: Rainy Day · 
1985: Mariella Farré & Pino Gasparini · 
1986: Daniela Simmons · 
1987: Carol Rich · 
1988: Céline Dion · 
1989: Furbaz · 
1990: Egon Egemann · 
1991: Sandra Simó · 
1992: Daisy Auvray · 
1993: Annie Cotton · 
1994: Duilio · 
1996: Kathy Leander · 
1997: Barbara Berta · 
1998: Gunvor · 
2000: Jane Bogaert · 
2002: Francine Jordi · 
2004: Piero Esteriore & The MusicStars · 
2005: Vanilla Ninja · 
2006: Six4one · 
2007: DJ BoBo · 
2008: Paolo Meneguzzi · 
2009: Lovebugs · 
2010: Michael von der Heide · 
2011: Anna Rossinelli · 
2012: Sinplus · 
2013: Takasa · 
2014: Sebalter · 
2015: Mélanie René · 
2016: Rykka · 
2017: Timebelle · 
2018: ZiBBZ · 
2019: Luca Hänni · 
2021: Gjon's Tears · 
2022: Marius Bear · 
2023: Remo Forrer · 
2024: Nemo · 
2025: Zoë Më
- Biblioteca Nacional de España: XX1777538
- Gemeinsame Normdatei: 137936567
- International Standard Name Identifier: 0000 0000 6118 0907
- Nationale Bibliotheek van Letland: 000344385
- MusicBrainz: 7eff64f2-3a28-40e9-874a-85fcd44de2ce
- Nationale Bibliotheek van Polen: a0000003341673
- Istituto Centrale per il Catalogo Unico: DDSV115992
- Virtual International Authority File: 87561545
- WorldCat: E39PBJqVTttwvMXCTVDPTMqG73